# Lakkonjåsmeren
Lakkonjåsmeren, Zweeds: Lakkonjåsjaureh, Samisch: Láhkunjoaskejávrrit, is een groep van meren in Zweden. De meren liggen in de gemeente Kiruna in Lapland, waarvan de grenzen worden bepaald door de Kummarivier in het zuiden en de grenzen met Finland en Noorwegen, dichtbij Treriksröset, het drielandenpunt. Het water uit de meren stroomt naar het zuiden naar de Kummarivier en de Torne, het stroomgebied van de Torne in.
Afwatering: meer Lakkonjåsmeren → Kummarivier → Könkämä → Muonio → Torne → Botnische Golf